# Gasthof Zum Roten Hirsch (Eilenburg)
Der Gasthof Zum Roten Hirsch ist die älteste Ausspanne und eines der ältesten profanen Bauwerke in Eilenburg. Das Gebäude in der Torgauer Straße 40, das in seiner äußeren Erscheinung auf das späte 16. Jahrhundert zurückgeht, ist von enormer kultur- und baugeschichtlicher Bedeutung. Es ist ein eingetragenes Kulturdenkmal in der Denkmalliste des Landesamtes für Denkmalpflege Sachsen. Das Gebäude und ein Anbau beherbergen heute das Stadtmuseum Eilenburg, die Stadtbibliothek und die Tourist-Info der Stadt Eilenburg.

## Geschichte
Die Erbauungszeit des Gebäudes konnte bis jetzt nicht exakt datiert werden. Dendrochronologische Untersuchungen des Dachstuhls im Jahr 1998 ergaben, dass eine Fällung des für das Gebälk verwendeten Holzes frühestens 1562 erfolgt sein kann. Im Mauerwerk befinden sich zwar auch ältere Klosterformatziegel, dabei dürfte es sich allerdings um zweitverwendete Steine handeln. Der vorhandene Gewölbekeller ist wohl auf einen Vorgängerbau zurückzuführen. Der Gasthof war eines der ersten massiven Häuser in Eilenburg und galt mit seiner Steinbauweise als modernstes Bürgerhaus seiner Zeit.
Als Grund für die Erbauung ist es denkbar, dass der Gasthof der Unterbringung von Teilnehmern eines Disputs über Glaubensfragen auf dem Eilenburger Schloss diente, zu dem der sächsische Kurfürst August im Jahr 1563 Wittenberger und Leipziger Theologen sowie den Dresdener Hofprediger nach Eilenburg geladen hatte. Diese Theorie ist jedoch nicht belegt.
In einer Erbschaftsstreitsache vor dem Eilenburger Rat aus dem Jahre 1599 erscheint erstmals der Name Adam Preil als Gasthofbetreiber in Eilenburg. Aus einer weiteren Erbstreitigkeit im Jahr 1624 geht hervor, dass es sich bei diesem Wirtshaus um den Gasthof „Zum Roten Hirsch“ handelt. Das bedeutet, dass dieser Name schon seit etwa 400 Jahren für dieses Gasthaus geführt wird.

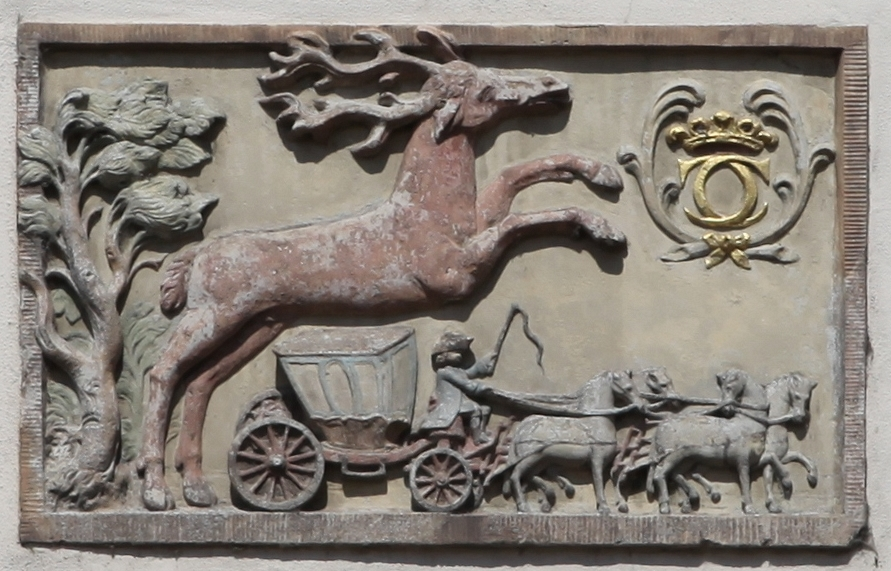
Das restaurierte Relief über dem Eingangstor weist mit dem Posthorn und der Postkutsche auf die ehemalige Bedeutung als Poststation hin.

Der Rote Hirsch liegt in der Nähe des Eilenburger Marktplatzes direkt an der ehemals durch die Stadt verlaufenden sehr bedeutenden Handelsstraße Via Regia Rhein–Schlesien und war lange Zeit Poststation, wovon noch heute eine Tafel über dem Eingangsportal („Hirschrelief“) kündet. Seine exponierte Lage und die gehobene Ausstattung begründeten, dass eine Vielzahl historischer Persönlichkeiten hier einkehrten (siehe dazu den Abschnitt Persönlichkeiten).
Am 17. April 1945 wurde der von den anrückenden amerikanischen Verbänden entsandte Parlamentär, der eine Kapitulation der Stadt erwirken sollte, im Roten Hirsch untergebracht. Die Verhandlungen scheiterten jedoch, da die zivile Stadtführung die militärischen Entscheidungsträger der Wehrmacht nicht zum Einlenken bewegen konnte. Die ab dem 20. April begonnene Artillerieschlacht zerstörte fast alle Gebäude im Stadtzentrum Eilenburgs. Der historisch wertvolle Rote Hirsch blieb jedoch verschont und stellt damit heute auch ein seltenes Zeugnis der historischen Altstadtbebauung dar.
Auch zu Zeiten der DDR war der Rote Hirsch Gaststätte mit angeschlossenem Hotel, die von der Handelsorganisation (HO) betrieben wurde. Nachdem der Gasthof nach der Wende 1990 leergezogen wurde, setzte ein baldiger Verfall der alten Bausubstanz ein. In den 1990er Jahren musste der Westgiebel mit einer Balkenkonstruktion notdürftig von außen gestützt werden. Die Sparkasse Delitzsch-Eilenburg erwarb das Gebäude Ende der 1990er Jahre, um es umfassend zu restaurieren. Bei der im Vorfeld durchgeführten bauarchäologischen Untersuchung durch den Restaurator Stefan Reuther wurden die oben genannten dendrochronologischen Untersuchungen zur Bestimmung der Erbauungszeit durchgeführt. Ebenso wurde damals unter einer barocken Stuckdecke eine figürliche Bemalung auf der Lehmschlagdecke eines Raumes entdeckt, die aus dem frühen Barock (um 1640) stammt und mindestens in Sachsen Alleinstellungscharakter hat. Auch die zahlreich vorhandenen Wandmalereien und Friese gelten für einen bürgerlichen Profanbau als große Besonderheit. Von 2001 bis 2003 erfolgte die denkmalgerechte Rekonstruktion des Hauses, für die das Leipziger Architekturbüro Kühnl & Schmidt verantwortlich zeichnete.
Der Rote Hirsch gehört heute der Stadt Eilenburg und beherbergt im ersten Obergeschoss, im Dachgeschoss sowie dem während der Sanierung hinzugefügten westlichen Anbau das städtische Museum. Im Erdgeschoss befindet sich seit 2019 die Stadtbibliothek  sowie die Tourist-Info der Stadt Eilenburg. Am Westgiebel des Gebäudes über dem Eingang zum Museum wurde 2005 die Luftrauminstallation Kalenderblätter von Michael Stapf angebracht. Die daran befindlichen Kalenderblätter spiegeln wichtige Daten der Stadtgeschichte wider und sollen so für einen Besuch im Museum werben.

## Architektur
Der äußerlich schlichte Renaissancebau liegt im Stadtzentrum Eilenburgs, unweit von Rathaus und Marktplatz in halboffener Bebauung zu den Geschäftshäusern entlang der nördlichen Torgauer Straße an der Ecke zur Hirschgasse. Das unterkellerte dreigeschossige Gebäude besitzt einen rechteckigen Grundriss. Das Tor und die Fenster der straßenseitigen Fassade sind nicht symmetrisch angeordnet. So befindet sich das rundbogige Eingangstor in der rechten Hälfte der Straßenfassade. Die Abstände zwischen den Fenstern sind unterschiedlich weit und liegen zwischen Erdgeschoss und erstem Obergeschoss nicht in einer Flucht (außer bei den jeweils drei Fenstern links). Die beiden Fenster rechts des Eingangs wurden nach 1909 zu einem Schaufenster umgebaut, 2001 aber wieder in ursprünglicher Erscheinung eingebaut. Die Fenster des Westgiebels (außer im ersten OG links) wurden bei der Sanierung 2001 eingebaut. Über dem Eingang befindet sich das steinerne „Hirschrelief“, das auf das namensgebende Tier und die frühere Funktion des Hauses hinweist. Das einfache Satteldach verfügte ursprünglich über zwei Schleppgauben, die vor 1940 entfernt wurden. Stattdessen wurde eine zentral angelegte Fledermausgaube eingebaut. Bei der Rekonstruktion des Gasthofes wurde diese wiederum entfernt und durch fünf Schleppgauben in zwei Ebenen ersetzt.
Der Rote Hirsch verfügt hofseitig Richtung Osten über einen ebenfalls dreigeschossigen, jedoch niedrigeren länglichen und quer zum Haupthaus verlaufenden Anbau in Fachwerkbauweise. Durch einen weiteren dreigeschossigen Anbau aus der Zeit der jüngsten Sanierungsarbeiten entsteht in etwa eine U-Form. Zwischen den beiden Anbauten befindet sich der ebenfalls große rundbogige Hofausgang. Der Hof wird heute als Freisitz für die Gaststätte genutzt.
Im Inneren befinden sich zahlreiche barocke Gestaltungselemente, wie die bereits erwähnte Deckenbemalung, Wandmalereien und Friese. Hinzu kommen Blendarkaden und vielfältig profilierte Unterzugbalken der Kassettendecke.

## Persönlichkeiten
Wie bereits erwähnt, war der Rote Hirsch im Laufe seiner Geschichte Station zahlreicher historischer Persönlichkeiten. Dies waren zum Beispiel:

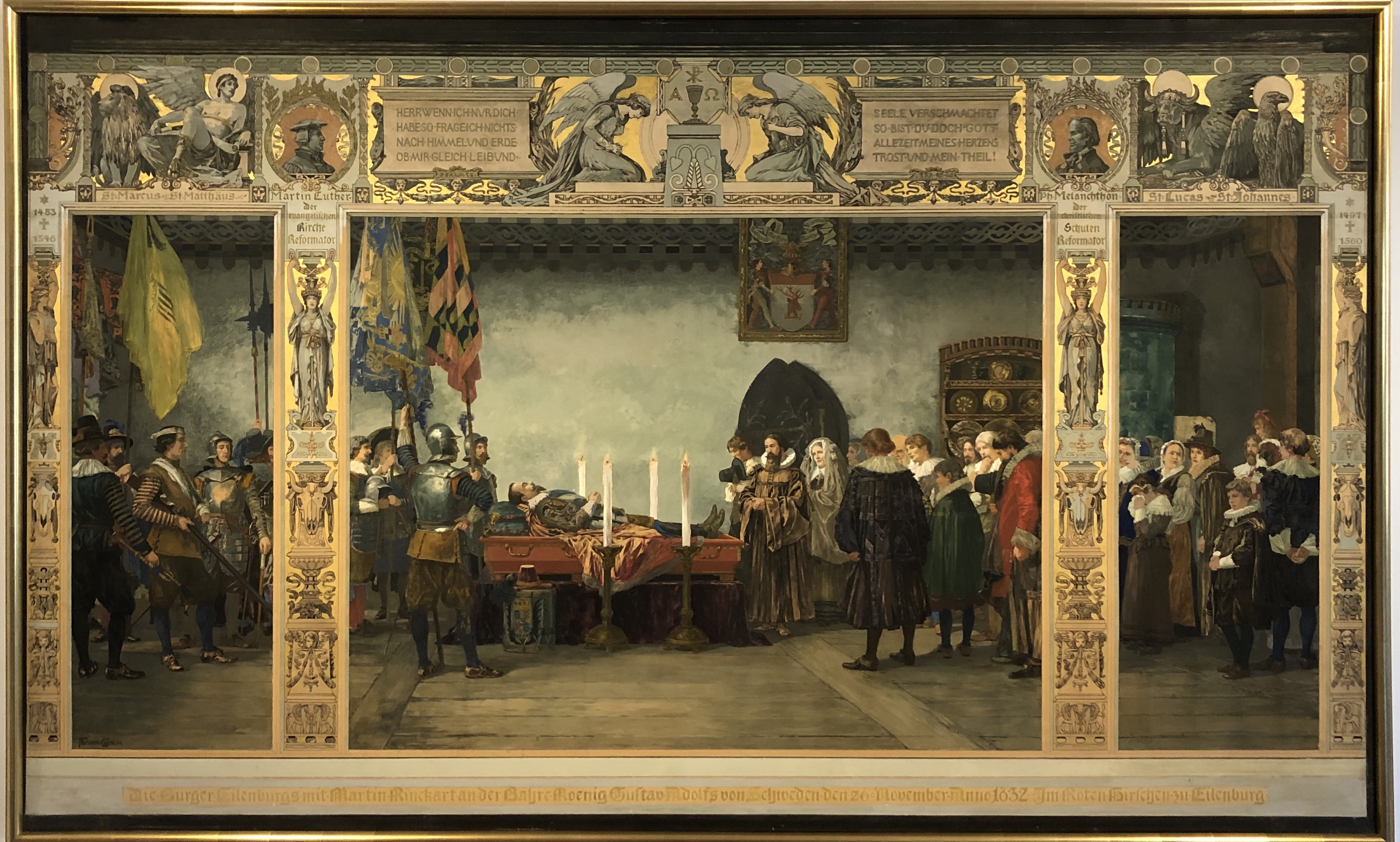
Das Triptychon von Ernst Albert Fischer zeigt die Aufbahrung des Schwedenkönigs im Roten Hirsch (1906, Sammlung Stadtmuseum Eilenburg)

- 1631: Johann Georg I. von Sachsen. Der sächsische Kurfürst floh, als er die Schlacht bei Breitenfeld für verloren glaubte, am 17. September 1631 nach Eilenburg und logierte im Roten Hirsch. Hier erfuhr er am späten Abend, dass seine Truppen doch siegreich waren. Er soll daraufhin einen Dankgesang angestimmt haben. Johann Georg hielt sich nachgewiesen noch am 5. September 1644 und am 5. Januar 1655 im Roten Hirsch auf.
- 1632: Gustav II. Adolf. Der Leichenzug Gustav Adolfs machte am 26. und 27. November 1632 im Roten Hirsch Station. Vom im Gasthof aufgebahrten Schwedenkönig nahmen Bürger und der Eilenburger Archidiakon Martin Rinckart Abschied. Die Eilenburger Station des Leichenzuges ist dabei eine der bestdokumentierten.
- 1685: Johann Georg III. von Sachsen. Der Kurfürst übernachtete im Hirsch und soll von dort aus zu Fuß die nahe Nikolaikirche aufgesucht haben, was damals als außergewöhnlich aufgenommen wurde.
- 1691: Johann Georg IV. von Sachsen. Der Kurfürst kehrte auf der Durchreise im Gasthof zum Mittagessen ein.
- 1692: August der Starke. Der spätere Kurfürst von Sachsen und König von Polen begleitete seinen Bruder Kurfürst Johann Georg IV. von Sachsen.
- 1692: Friedrich III. von Brandenburg. Der Kurfürst von Brandenburg begleitete Johann Georg IV. zur Besichtigung mehrerer Regimenter in Eilenburg und speiste mit ihm im Roten Hirsch.
- 1813: Napoleon Bonaparte. Der französische Kaiser quartierte sich vor der Völkerschlacht bei Leipzig am 9. Oktober 1813 im Roten Hirsch ein. Bei seiner eiligen Abreise blieb ein erbeuteter historischer Spiegel im Gasthof zurück, der sich dort bis ins 20. Jahrhundert hinein befunden haben soll.
- Friedrich August III. von Sachsen. Der spätere sächsische König übernachtete als Kronprinz während mehrerer Manöver im Roten Hirsch.
- 1907: Paul von Hindenburg. Der spätere Reichspräsident nächtigte als Generalleutnant anlässlich eines Korpsmanövers im Roten Hirsch.

## Sagen
Nach einer Sage soll der schwedische Kriegsschatz während der Aufbahrung Gustav Adolfs aus dem Roten Hirsch gestohlen oder dort versteckt worden sein. In Verkaufsverträgen um den Roten Hirsch soll daher stets eine Textpassage eingefügt worden sein, nach der bei einem Fund des Schatzes jeweils ein Viertel an die schwedische Krone und den vorherigen Besitzer abzugeben ist.
Eine weitere Überlieferung besagt, dass im Schornstein oder im Bereich des Dachbodens ein Ziegel mit der Jahreszahl 1502 verbaut sein soll, der auf das Baujahr hinweist. Dieser konnte bei der Restaurierung 2001 jedoch nicht gefunden werden. Überdies ist das Baujahr 1502 zumindest für dieses Gebäude nach heutigen Erkenntnissen ausgeschlossen.